# Jan IV van Ligne
Jan van Ligne (ca. 1435 - 15 mei 1491) (Frans: Jean de Ligne) was een krijgsman uit het Huis Ligne in dienst van de Bourgondische hertogen. 

## Biografie
Jan was de zoon van Michel, baron van Barbançon, en van Bonne van Abbéville. Tot 1468 stond hij bekend als heer van Rely, naar een heerlijkheid uit de bruidsschat van zijn moeder.
Hij erfde de Henegouwse heerlijkheden Ligne, Stambruges en Montrœul-sur-Haine, en de heerlijkheid Belœil, een leen van het graafschap Namen, van zijn oom Jan III van Ligne, die in 1468 kinderloos was overleden. Daarnaast was hij erfelijk maarschalk van Henegouwen.
Jan trouwde op 16 mei 1472 met Jacqueline de Croÿ, dochter van Anton van Croÿ. Deze verbintenis met het invloedrijke huis Croÿ bleek zeer gunstig voor het aanzien van Ligne.
Jan werd kamerheer van Karel de Stoute en vergezelde hem onder andere bij het beleg van Neuss. Na Karels dood stelde hij zich in dienst van Maximiliaan en vocht tegen de Fransen in de slag bij Guinegate (1479), waar hij werd gevangengenomen. Om het losgeld van 9.000 écu te betalen zou hij de heerlijkheid Woelingen verkopen aan Godfried van Gavere. 
In 1481 werd Jan de eerste ridder in de Orde van het Gulden Vlies uit het huis van de Lignes. Jan was een van de intieme adviseurs van Maximiliaan, gedurende diens regentschap in naam van zijn zoon Filips de Schone, samen met Peter van Henin, Boudewijn van Lannoy en Antoine Rolin.
Bij het sluiten van de Vrede van Atrecht (1482) was het Jan van Ligne die de kleuter Margaretha officieel in handen van de Fransen stelde. Na het hervatten van de vijandelijkheden versloeg Jan de Fransen bij de verovering van het kasteel van Oudenaarde (1484). Vervolgens speelde hij een rol bij het onderdrukken van de Vlaamse opstand tegen Maximiliaan.
Jan stierf in 1491 en werd bijgezet in Belœil. Zijn zoon, Anton van Ligne, volgde hem op.